# 福田祥洲
福田 祥洲（ふくだ しょうしゅう、1958年 - ）は日本の書家、写真家、現代美術作家。京都府生まれ。

## 経歴
6歳から書を学ぶ。立命館大学文学部在学中に書家としてデビュー。その後、書道界のありかたに疑問を抱き、所属する全ての会派を脱会した。1990年には「中国国際書法篆刻芸術博覧会」書法部門グランプリに輝くなど、国際的な活躍でも注目される書道家。「祥洲 Art-Office」を設立。古典から現代アートまで、ジャンルを超えて精力的に発表を続ける実力派書家として知られている。近年は「福田祥洲」の表記から「祥洲」のみで活動している。
デジタル処理を施したデザイン書道の先駆者としても知られ、商標（トレードマーク）などのデザインも手掛ける。最近では、多数のiPod関連商品、メルセデス・ベンツ・Eクラス、アディダス×EXILE HIRO、フェラーリ公式映像などのCMなどに採用され、注目を集めている。
公式サイト「墨写空間」は97万ヒットを越える日本の書/墨関連サイトの草分けとして人気を集め、2006年、近年の活動を集大成した公式サイト第二弾「祥洲の墨の世界」を開設。公式サイトは140万ヒットを超えるアクセスを記録更新中。
2010年5月30日、日本書道界で初となるiPad対応のデジタル版会報誌を発行。新美術新聞などが報道。
小学校図画工作教科書(開隆堂出版/2011年度以降)に祥洲オリジナル墨を使用し制作した「エリック・クラプトンの音楽に触発されて」(2008年制作)が掲載される。また祥洲が独自に考案した「空間分割レッスン法」「音楽記号レッスン法」「呼吸法」などを含む書道指導カリキュラム(1977〜/1992改訂)は多くの注目を集め、2011年にはTV「嵐にしやがれ」にも登場し、広く知られるようになる。
2014年NHK大河ドラマ「軍師官兵衛」題字を揮毫。
出典
現代の書芸術-墨象の世界 中村二柄監修　淡交社
祥洲 Works 1992-1999 クリエーティブアートトマト発行 書に遊ぶ(宗像克元編集)
NHK大河ドラマストーリー「軍師官兵衛」前編 NHK出版